# Marine van het Volksbevrijdingsleger

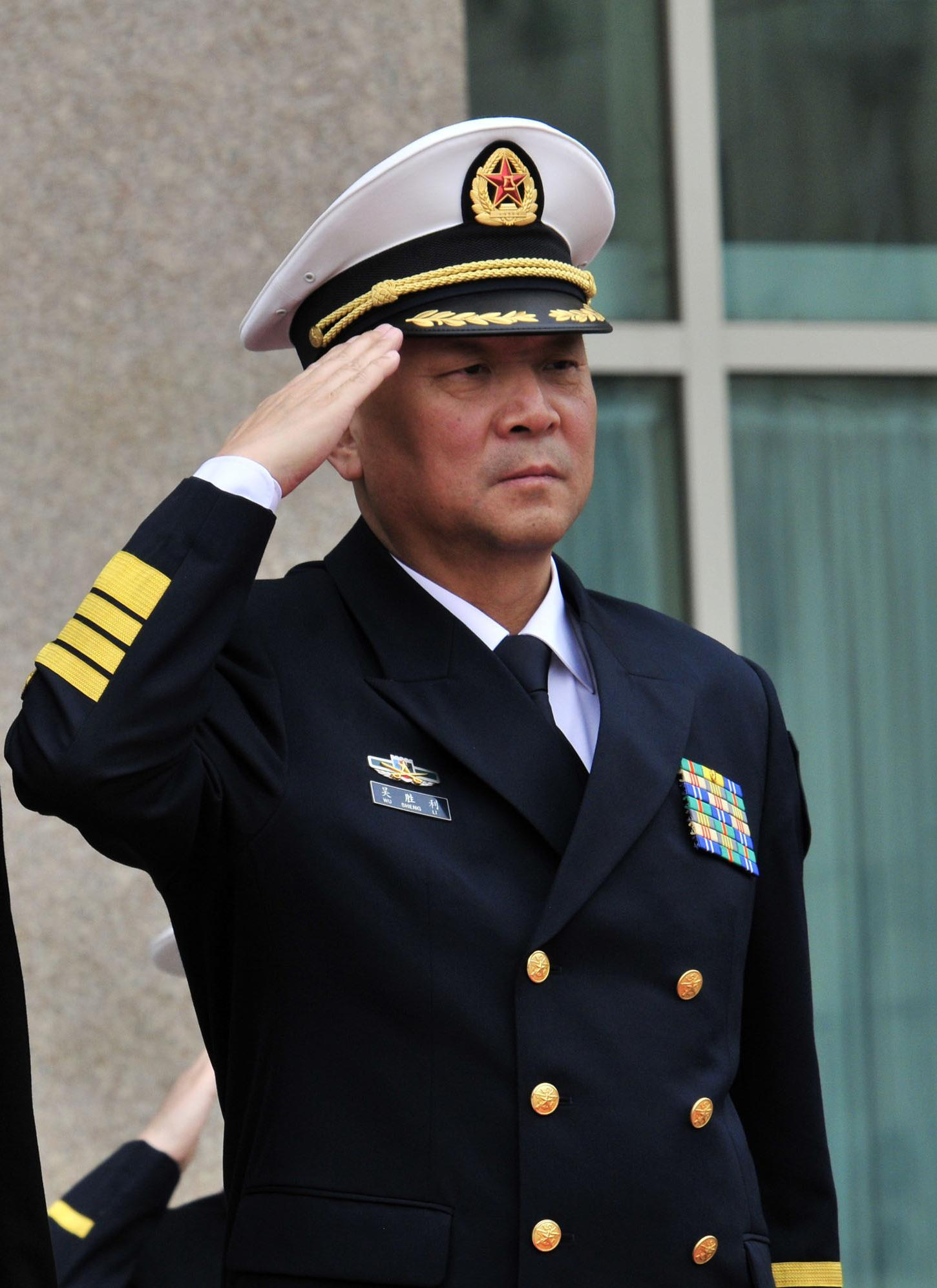
De huidige (2014) bevelhebber van de Chinese marine: admiraal Wu Shengli.

De Marine van het Volksbevrijdingsleger (afgekort tot "PLAN" van de Engelse naam People's Liberation Army Navy) is de zeemacht van de Volksrepubliek China. Ze werd kort na de Chinese Burgeroorlog opgericht met behulp van de Sovjet-Unie, maar bleef gedurende de volgende decennia relatief klein en zwak daar militaire sterkte te land veel belangrijker werd geacht. De marine was dan ook beperkt tot de kustwateren en rivieren. In de jaren negentig begon China echter flink te investeren in zijn marine, die in de 21e eeuw uitgroeide tot de grootste van Azië.
De Chinese marine telt zo'n 255.000 manschappen, waaronder 10.000 mariniers en 26.000 van de marineluchtmacht. Qua tonnage is het na de Amerikaanse marine de grootste zeemacht ter wereld. Doch heeft ze – net als de lucht- en landmacht – nog een grote technologische en tactische achterstand op met name Japan en de VS. Ondanks het enorme numerieke overwicht waren volgens experts de Chinese en de Japanse marine daardoor anno 2014 ongeveer even sterk.
Met de aanwezigheid van grotere schepen in de nabijgelegen zeeën wil het land zijn militaire macht tonen aan landen waarmee het in dispuut ligt, zoals Taiwan en Japan, en de Verenigde Staten, waarvan de marine sterk aanwezig is in de regio. Ook wil het de VS buiten de zogenaamde eerste eilandketen – verschillende eilandgroepen die rond het Zuidoost-Aziatische vasteland liggen – houden. Bovendien is China uitgegroeid tot een economische grootmacht, en dus heeft het handels- en energiebevoorradingsroutes te beschermen.

## Geschiedenis

### Voorgeschiedenis

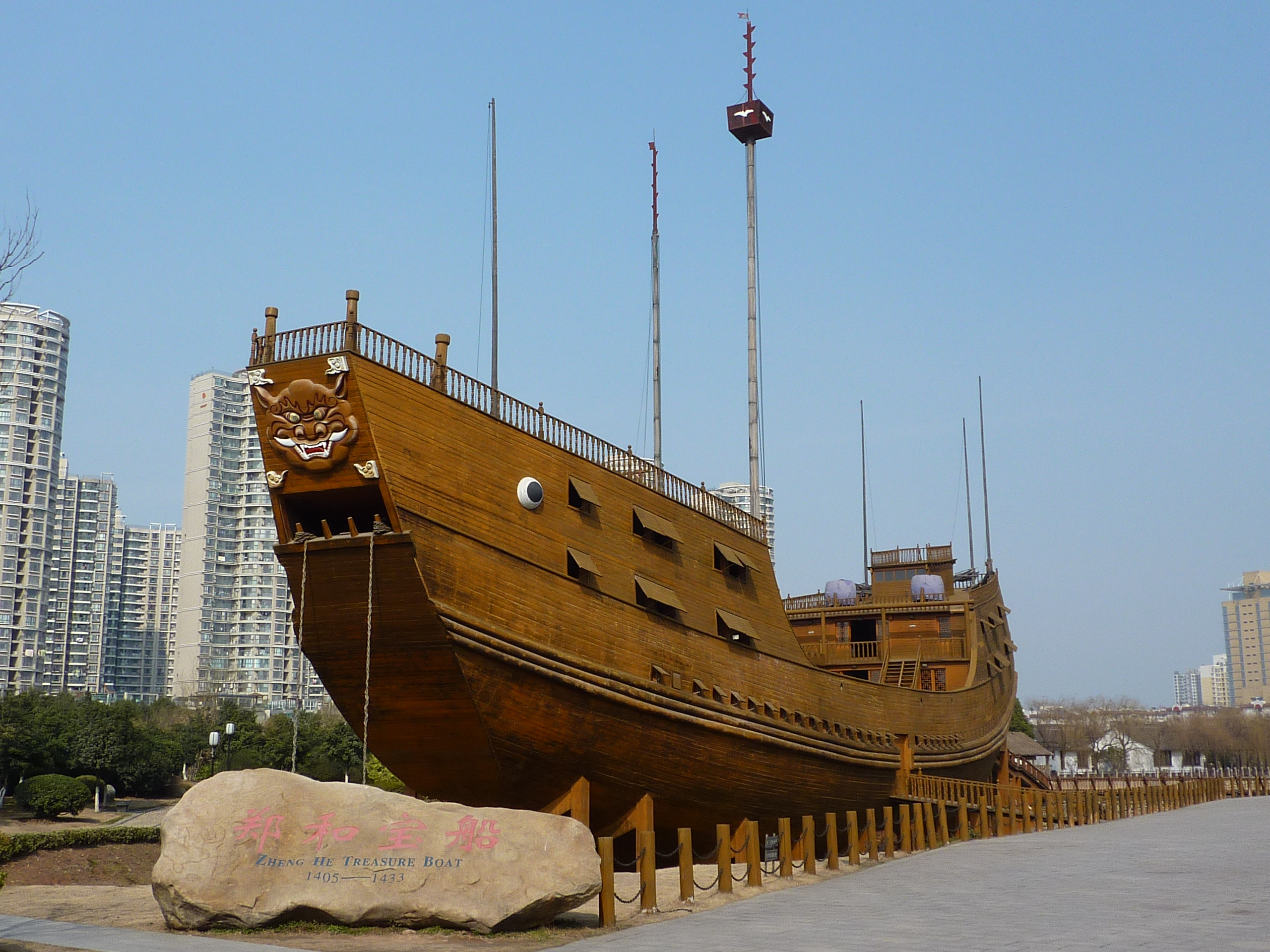
Een nagebouwd schatschip van Zheng He's vloot in Nanking.

De Chinese scheepvaart gaat terug tot eeuwen voor Christus. In 549 v. Chr, tijdens de Periode van Lente en Herfst, vond de eerste gekende Chinese zeeslag plaats tussen rivaliserende heersers. Tegen de vijftiende eeuw beschikten de Chinezen over de beste en grootste schepen ter wereld. Tijdens de Song-dynastie werd voor het eerst een permanente vloot opgericht. In die periode ondernam admiraal Zheng He in opdracht van keizer Yongle grootse zeereizen die tot Oost-Afrika reikten. Zijn grootste schepen – de zogenaamde schatschepen – waren zeker dubbel zo groot als Europese schepen uit hetzelfde tijdperk.
Tijdens de Ming-dynastie werd echter besloten alle buitenlandse handelsbetrekkingen af te breken, en aangezien er geen agressie langs de zee te verwachten viel ging het militaire budget naar de landmacht. De marine was beperkt tot de kust- en rivierwateren en kon in 1683 slechts met moeite Taiwan veroveren. De Chinese marine hinkte nu ver achterop en was in de achttiende eeuw geen partij meer voor de Europese landen die middels hun vloten wereldrijken uitbouwden: ook op Chinees grondgebied.

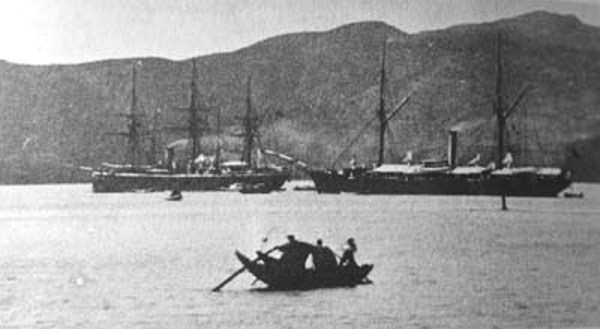
Schepen van de Fuzhou-vloot voor anker de nacht voor de vloot werd vernietigd door de Fransen.

Na die vernederingen kwam rond 1861 de zogenaamde Zelfversterkende Beweging op, die een modern leger wilde opbouwen met ook een moderne zeemacht naar westers voorbeeld. In de jaren 1880 had het land vier aparte vloten. De sterkste ervan, de Beiyang-vloot, had onder meer twee slagschepen van 7430 ton, de Dingyuan en de Zhenyuan. De Fuzhou-vloot werd in 1884 vernietigd door de Fransen in een conflict over Vietnam. De Beiyang-vloot werd begin jaren 1890 verslagen door de Japanners in een conflict over Korea. Ondanks de hoeveelheid moderne schepen leed de Chinese marine aan gebrekkig beheer, training, logistiek, onderhoud en coherentie tussen de vloten.
De Republikeinse periode bracht vanwege de politieke chaos geen beterschap. Begin jaren 1920 eigenden de krijgsheren die nu regeerden zich de schepen toe. Toen de Kwomintang het land herenigd hadden kwamen de bedreigingen uit eigen land, van de krijgsheren en de communisten. In de jaren 1930 veroverde Japan ook nog eens grote delen van Oost-China.

### De marine van communistisch China
In 1949 zegevierde het Volksbevrijdingsleger van de communisten in de burgeroorlog en verdreef de Kwomintang naar het eiland Taiwan, dat voor de communisten onbereikbaar was. De marine bleef het vasteland aanvallen en Mao Zedong achtte de opbouw van een sterke zeemacht noodzakelijk om "imperialistische" agressie het hoofd te bieden, de zeeblokkades op te ruimen en de nog door de Kwomintang bezette eilanden in te nemen. In den beginne bestond ze uit overgelopen Kwomintang-eenheden. Mao kon steun van de Sovjet-Unie bekomen en nam vier verouderde Russische onderzeeërs, twee torpedobootjagers en patrouilleboten over. Met de hulp van de Sovjets werden scheepswerven, marinescholen en kustfortificaties gebouwd. In 1952 werd ook de marineluchtmacht opgericht met acht Russische vliegtuigen. Tegen 1958 bestond ze al uit zo'n 470 toestellen. In 1953 werd een marinierskorps opgericht, dat in 1957 al werd opgeheven.

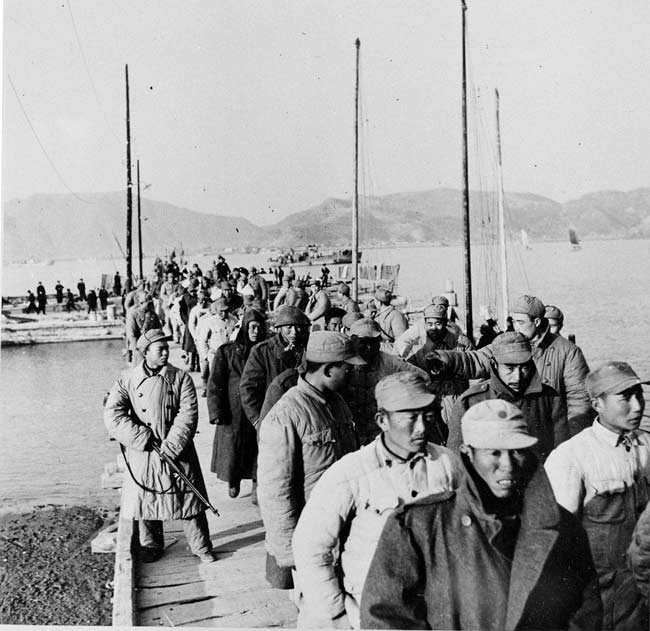
De ontscheping van krijgsgevangenen na de Eerste Taiwancrisis in 1955.

In april 1950 slaagde men erin het eiland Hainan te veroveren, hetzij met zware verliezen. Het innemen van Taiwan zelf stond ook op de agenda, maar de VS steunden de Kwomintang en domineerden het lucht- en zeeruim. China raakte ook betrokken bij de Koreaanse Oorlog, en dat slorpte het meeste geld op. De Westerse vijand domineerde echter de zee, en de nog in opbouw zijnde marine speelde geen rol van betekenis. In 1954-55 werd wel succes geboekt in de Eerste Taiwancrisis, met de inname van de Dacheneilanden. Een paar jaar later was er de Tweede Taiwancrisis die onbeslist bleef door dreigende taal vanwege de VS aan China en Amerikaanse materiële steun aan Taiwan. Doch had China tegen het einde van het decennium de meeste eilanden in handen en werd ook een einde gemaakt aan de aanvallen. De Chinese marine was nu in staat de eigen kust te verdedigen.
Intussen groeiden China en de Sovjet-Unie echter uit elkaar, en in 1961 was de politieke breuk een feit. De Sovjetadviseurs werden weggehaald, en de ontwikkeling van de zeemacht stagneerde. De "Grote Sprong Voorwaarts" bracht economische schade toe en tijdens de zogeheten Culturele Revolutie werden ook nog eens een aantal commandanten en politiek commissarissen weggezuiverd. Daardoor ontbrak het aan middelen en ontstond opnieuw een decennialange achterstand op het buitenland. De Chinese marine werd voorzien van kernwapens, waarvan de ontwikkeling veel van het budget opslorpte, maar ontbrak onder meer geleide raketten, automatisering van commando- en wapensystemen en gasturbinemotoren. Ongeveer een vijfde van het defensiegeld werd in die tijd aan de marine besteed.
In 1975 besloot Mao echter weer dat China een sterke zeemacht moest hebben tegen de Sovjetmarine, die in het oosten sterk aan het uitbreiden was, en Japan, dat een sterke zeemacht aan het uitbouwen was. In 1980 kwam Deng Xiaoping aan de macht, en die bevestigde dat de marine slechts een verdedigende functie had en zich tot de kustwateren moest beperken. Ook wist China zich als vijand van de vijand gesteund door de VS, wiens marine al voldoende tegengewicht vormde tegen de Sovjetmarine. Anderzijds won de marine aan belang omdat ze China's territoriale claims op een aantal eilanden voor de kust, met voorop Taiwan, moest veiligstellen. Er werd opnieuw een marinierskorps opgericht en ondergebracht bij de Zuidzeevloot, die op het bezetten van eilanden begon te oefenen. Meer en meer werden eigen schepen gebouwd, waaronder de eerste Chinese kernonderzeeër.

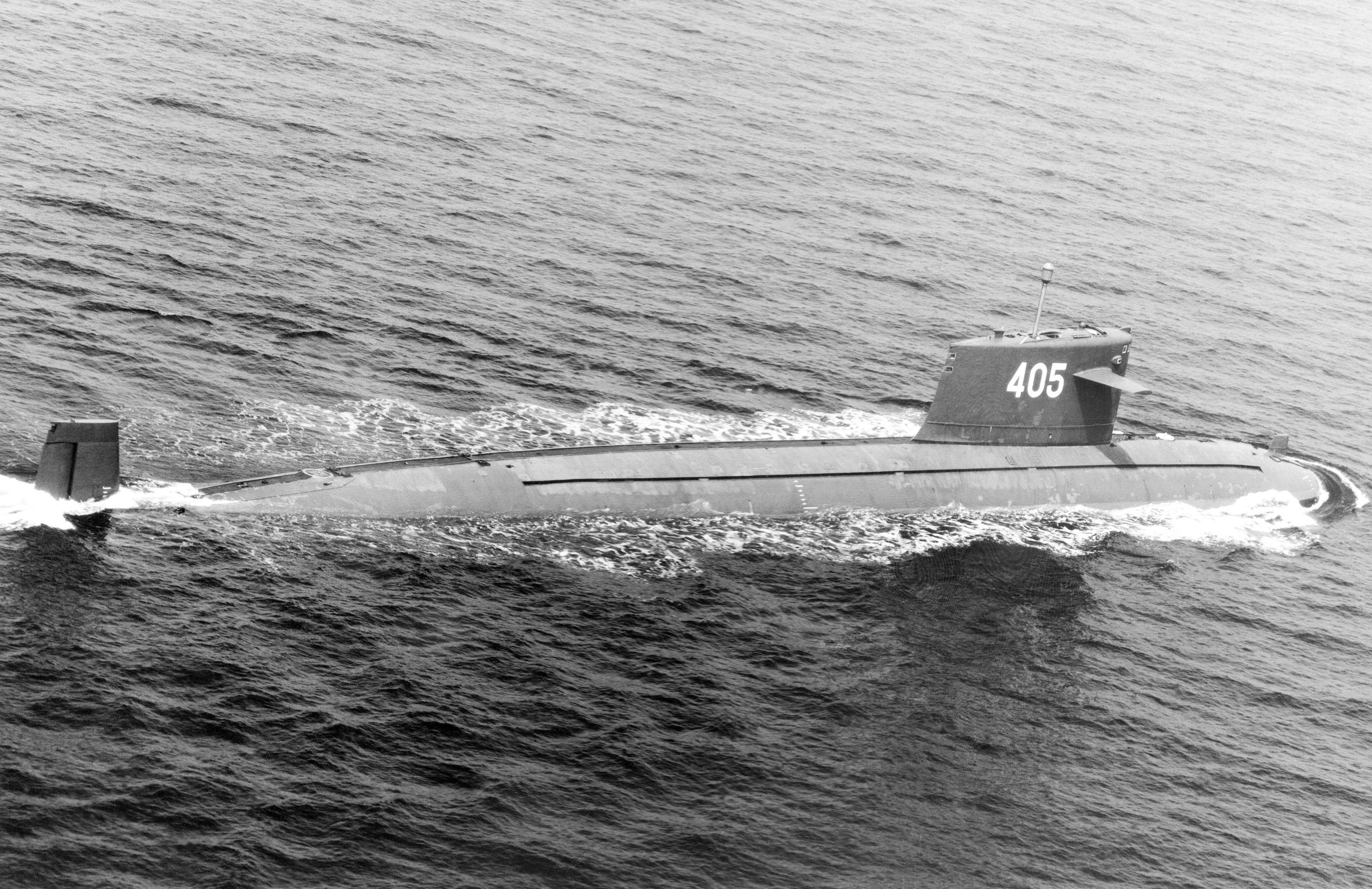
Een Type 094I-kernonderzeeër onderweg in 1993.

In de jaren 1980 begon de Chinese economie enorm te groeien en dat bracht de nodige overzeese belangen met zich mee. Aangezien het economische leven zich vooral in de kustgebieden concentreerde en er nu de financiële en industriële middelen voor waren zag men het belang in van een sterkere moderne zeemacht. Verder werd de Sovjet-Unie als minder bedreigend ervaren en verlegde de focus zich naar mogelijke kleinere conflicten met zuidelijke buurlanden. Om aan modern materieel te komen kocht men in het buitenland, en dan vooral het Westen, om het aangekochte materiaal vervolgens te ontleden en na te bouwen. In 1985 deden PLAN-schepen voor het eerst buitenlandse havens aan, toen schepen van de Oostzeevloot Bangladesh, Sri Lanka en Pakistan bezochten. In 1988 lanceerde men voor het eerst een ballistische raket vanuit een onderzeeër en verwierf het land de strategische nucleaire capaciteit op zee. Een jaar later werd een oefenschip het eerste Chinese marineschip dat de VS aandeed met een havenbezoek in Hawaii. De sancties die volgden na het bloedbad op het Tiananmenplein maakten een einde aan de Amerikaanse steun, en Rusland werd opnieuw hoofdwapenleverancier. Een derde van het defensiebudget ging nu naar de marine, die de op twee na grootste van de wereld was geworden.

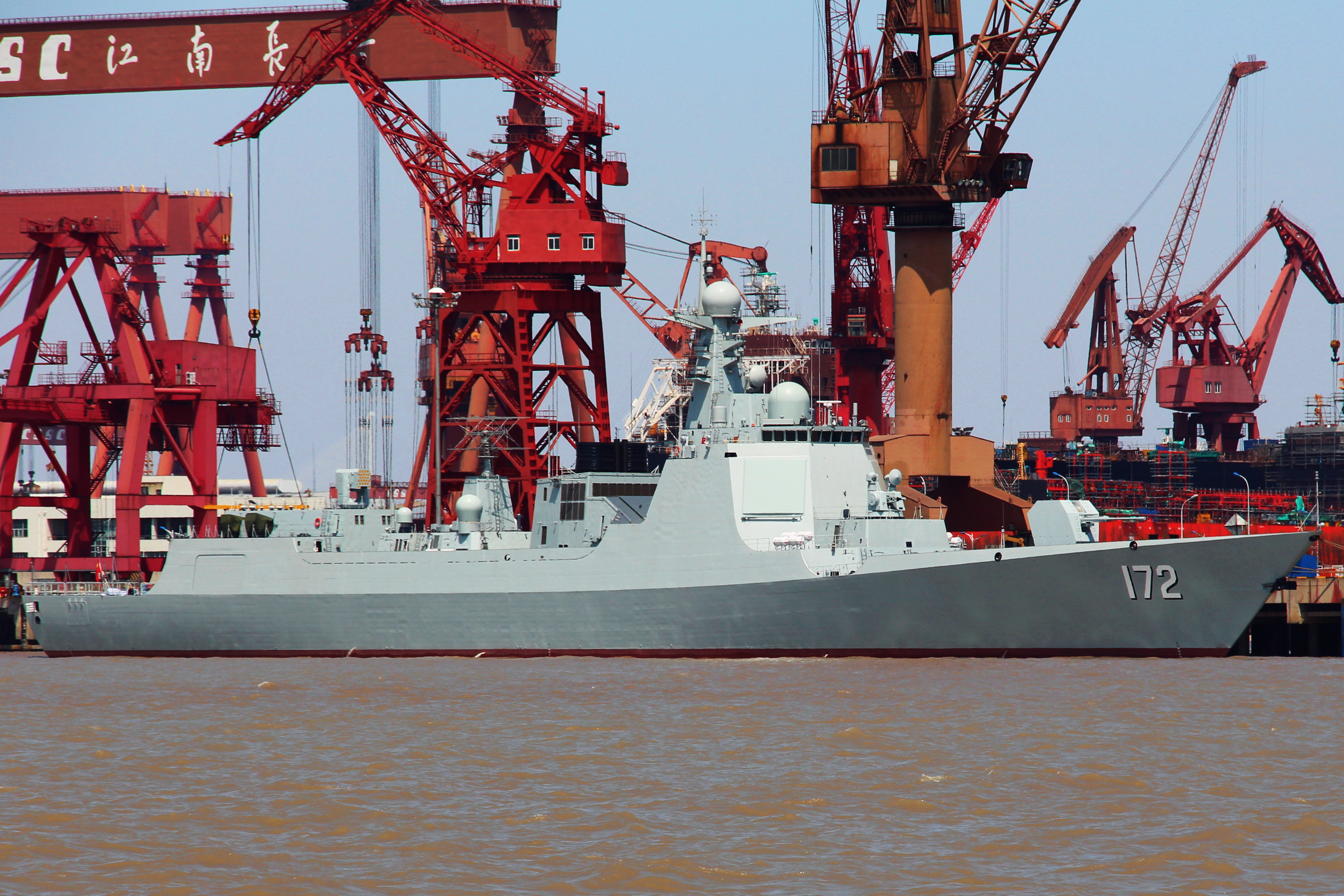
Een Type 052D-torpedobootjager aangemeerd aan het eiland Changxing in april 2014.

Midden jaren 1990 probeerde China Taiwan te intimideren met "raketoefeningen" in wat de Derde Taiwancrisis heet. De VS dirigeerden twee marinegevechtsgroepen naar de regio, wat China aanzette meteen nieuwe sovremenny-torpedobootjagers en kilo-onderzeeërs te kopen. Beide klassen waren specifiek ontworpen tegen de rond een vliegdekschip gecentreerde Amerikaanse gevechtsgroepen.
De Chinese marine was nu ook in staat om buiten de eigen kustwateren te opereren. In 1997 voeren een Type 051-torpedobootjager en een Type 908-bevoorradingsschip de Grote Oceaan rond, en deden daarbij verscheidene landen aan. In 2002 voeren twee schepen uit dezelfde klassen voor het eerst de wereld rond. Ook begon men gezamenlijke oefeningen te houden met landen als Pakistan, India, Australië, Frankrijk, het Verenigd Koninkrijk, de Verenigde Staten en Rusland. In 2008 stuurde China drie marineschepen met mariniers naar de Golf van Aden om er deel te nemen aan de strijd tegen Somalische piraten.

## Organisatie

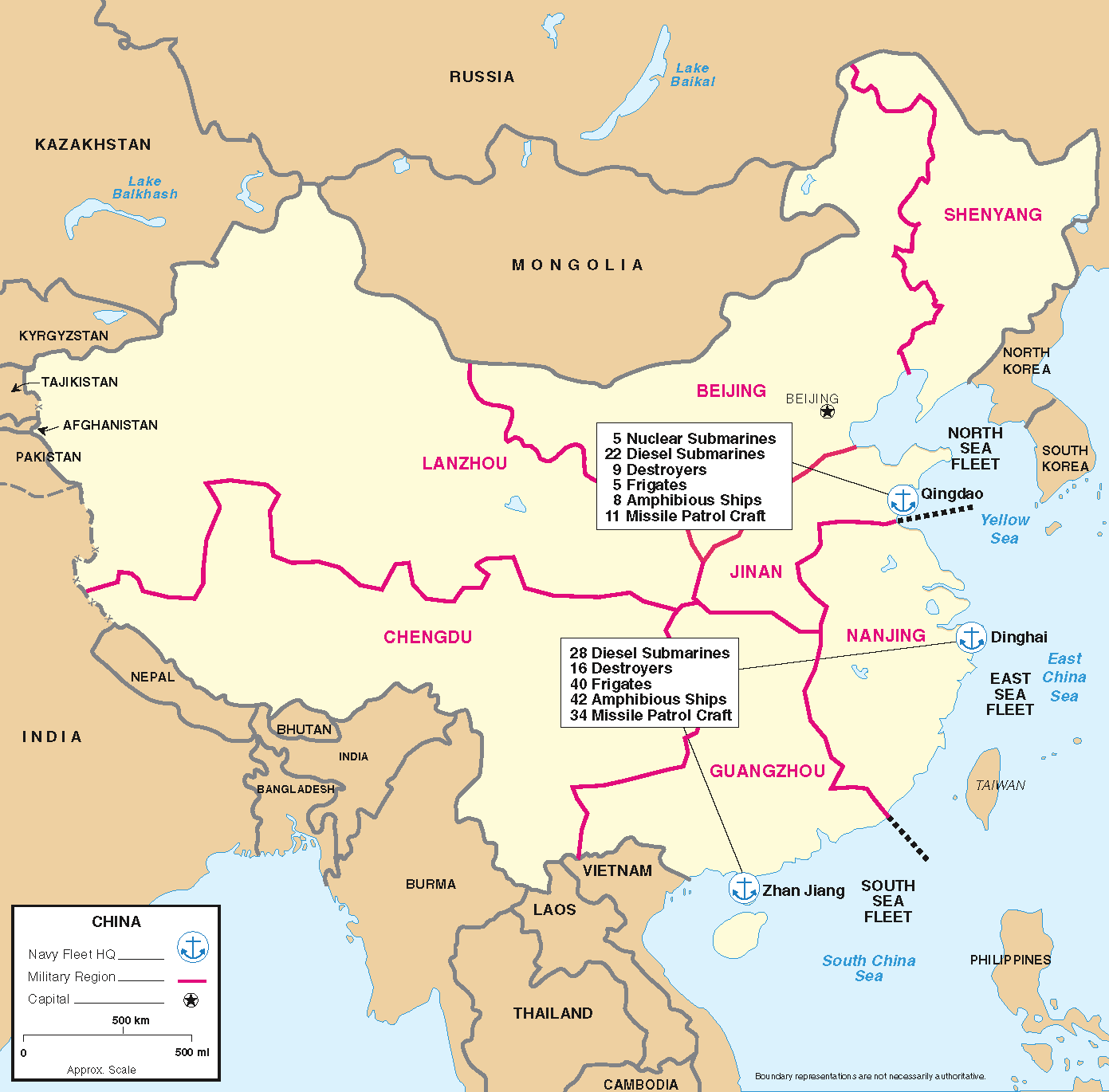
De militaire regio's van China. De regio's van de drie vloten zijn aangeduid met een zwarte stippellijn, hun hoofdbases met een anker.

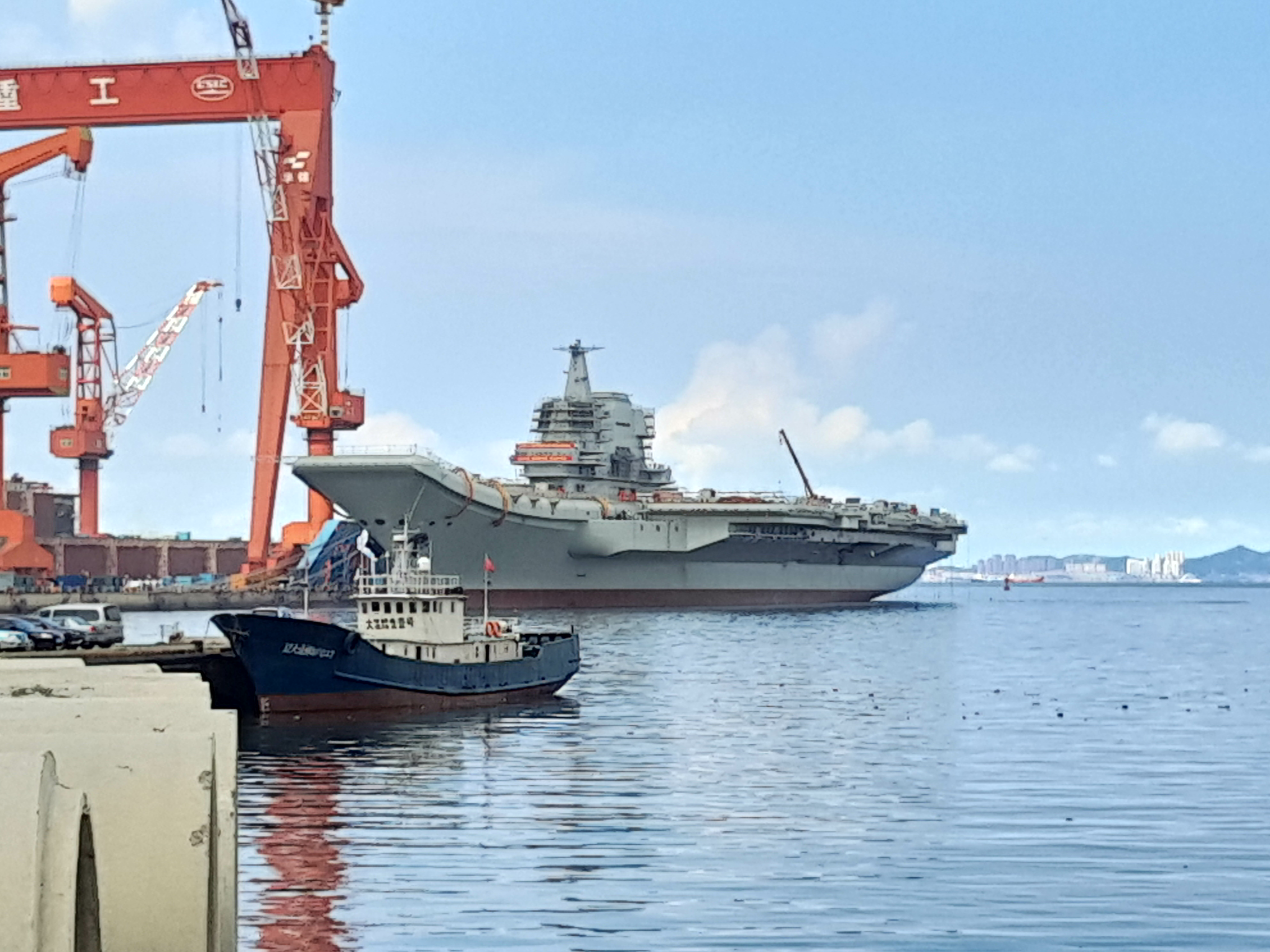
De Shandong aan de kade van de werf in Dalian (2017)

In 1954-55 werd de Chinese marine gereorganiseerd in drie vloten:
- de zeevloot-Noord in de Gele Zee met hoofdkwartier in Qingdao,
- de zeevloot-Oost in de Oost-Chinese Zee met hoofdkwartier in Ningbo,
- de zeevloot-Zuid in de Zuid-Chinese Zee met hoofdkwartier in Zhanjiang.

Voorts is de marine onderverdeeld in vijf afdelingen, verspreid over de drie vloten:
- de onderzeeërmacht,
- de oppervlaktemacht (schepen),
- de kustverdedigingsmacht,
- het marinierskorps van de zeevloot-Zuid,
- de marineluchtmacht.

## Inventaris
Voor de marine wordt gestreefd naar een groep van zeven vliegdekschepen, waarvan er twee in dienst zijn, een te water gelaten is, een in aanbouw en nog drie gepland.
De Liaoning (Type 001), China's eerste vliegdekschip, was oorspronkelijk bedoeld voor de marine van de Sovjet-Unie, maar het werd nooit afgebouwd. China kreeg met de aankoop van de romp 40 ton aan ontwerptekeningen. China bouwde het schip, met hulp van Rusland, in tien jaar af. Op 25 september 2012 werd de Liaoning officieel in dienst gesteld. Eind 2016 schoot het vliegdekschip voor het eerst met echte munitie tijdens een grootschalige vlootoefening.
De Shandong (Type 002) is het eerste in China gebouwde vliegdekschip. Het ontwerp is gebaseerd op het eerste vliegdekschip (Type 001). Eind 2012 ving de bouw van de Shandong aan. De Chinezen bedachten overigens ook nu niet alles zelf. In 2014 lieten de staatsmedia weten dat ingenieurs erin geslaagd waren om een stoomkatapult en een vangsysteem voor de vliegtuigen na te bouwen. Dat zou zijn gebeurd op basis van de systemen aan boord van de HMAS Melbourne, een vliegdekschip dat in 1985 als schroot verkocht werd aan een Chinese sloper. De Shandong, met een waterverplaatsing van 65.000 ton, is uitgerust met 25 Shenyang J-15 straaljagers.
.

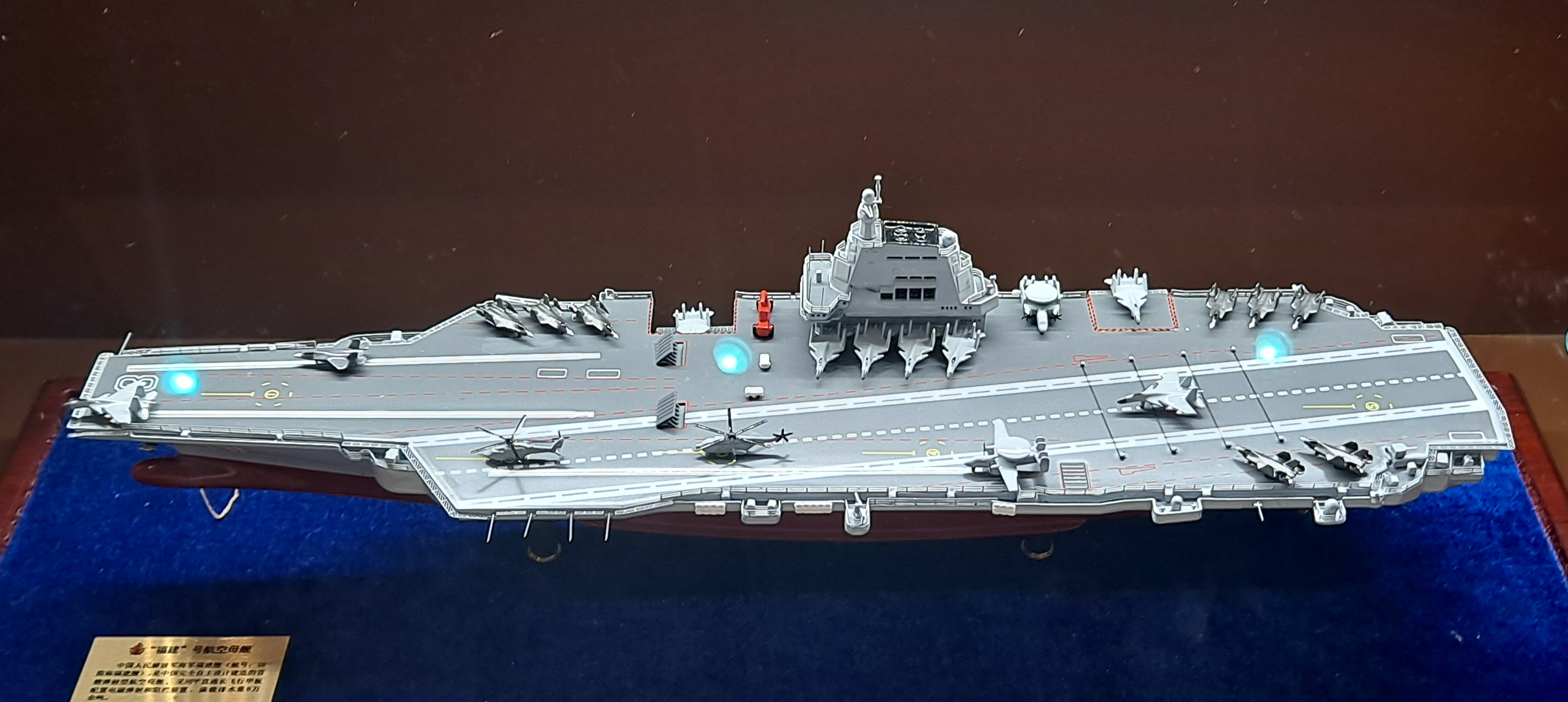
Maquette van de Fujian

De bouw van een derde vliegdekschip (Type 003) startte in februari 2016 met het snijden van het eerste staal. De Fujian heeft een ander ontwerp en is voorzien van elektromagnetische katapults en remkabels (CATOBAR). Dit geeft de gevechtsvliegtuigen een veel groter bereik met een grotere bommenlast dan nu mogelijk is met de schans van haar voorgangers. Het is daarmee een stuk forser en moderner. Met die schepen wil China zijn claims op onder meer Taiwan en de economische belangen in de Zuid-Chinese Zee en Oost-Chinese Zee kracht bijzetten. De tewaterlating gebeurde op 17 juni 2022. Hij kan Shenyang J-31 meenemen en ook Xi'an KJ-600 AWACS die stealth vliegtuigen Lockheed Martin F-22 Raptor en F-35 Lightning II kunnen detecteren.
In 2024 werd de kiel gelegd van een Type 004 vliegdekschip, het grootste vliegdekschip ter wereld dat 100 vliegtuigen kan dragen en het eerste van vier geplande. Hij kan Shenyang J-50 stealth vliegtuigen van de 6e generatie meenemen.

### Onderzeeërs

#### Kernonderzeeërs
- Type 094 – ~vijf stuks; 11.000 ton.
- Type 093 – ~vijf stuks; 7000 ton.
- Type 092 – één stuk; 7000 ton.
- Type 091 – drie stuks; 5500 ton.

#### Dieselelektrischeonderzeeërs
- Type 032 – één stuk; 6600 ton.
- Kiloklasse – twaalf stuks; 4000 ton.
- Type 039A – ~13 stuks; 3600 ton.
- Type 031 – één stuk; 3550 ton.
- Type 039 – ~13 stuks; 2250 ton.
- Type 035 – ~13 stuks; 1800 ton.

### Schepen

#### Vliegdekschepen
- Liaoning (Type 001) oorspronkelijk van de  Admiraal Koeznetsov-klasse - één exemplaar; 67.500 ton.
- Shandong (Type 002) één exemplaar 70.000 ton
- Fujian (Type 003) één exemplaar 100.000 ton
- Type 004 één exemplaar sinds 2024 in aanbouw voor tewaterlating in 2027, nog drie gepland, 120.000 ton

#### Amfibische transportschepen
- Type 071 – drie stuks; 20.000 ton.
- Type 072A – negen stuks; 4800 ton.
- Type 072III – tien stuks; 4800 ton.
- Type 072II – vier stuks; 4800 ton.
- Type 072 – drie stuks; 4100 ton.

#### Torpedobootjagers
- Sovremennyklasse – vier stuks; 7900 ton.
- Type 052D – twee stuks; 7500 ton.
- Type 051C – twee stuks; 7100 ton.
- Type 052C – zes stuks; 7000 ton.
- Type 052B – twee stuks; 6500 ton.
- Type 051B – één stuk; 6100 ton.
- Type 052 – twee stuks; 4800 ton.
- Type 051 – zes stuks; 3670 ton.

#### Fregatten
- Type 054 – twee stuks; 4300 ton.
- Type 054A – 16 stuks; 4050 ton.
- Type 053H3 – tien stuks; 2400 ton.
- Type 053H2G – vier stuks; 2400 ton.
- Type 053 – 13 stuks; 2000 ton.

#### Korvetten
- Type 056 – 23 stuks; 1440 ton.

#### Raketboten
- Type 037-II – zes stuks; 520 ton.
- Type 037-IG – ~16 stuks; 478 ton.
- Type 022 – ~83 stuks; 220 ton.

#### Onderzeebootjagers
- Type 037-I – ~46 stuks; 478 ton.
- Type 037 – ~68 stuks; 400 ton.

#### Mijnenlegger
- Type 918 – één stuk; 2300 ton.

#### Mijnenvegers
- Type 081 – ~acht stuks; 600 ton.
- Type 082II – twee stuks; 575 ton.
- Type 082 – ~zes stuks; 400 ton.
- Type 057K – ~50 stuks; 400 ton.

#### Kanonneerboten
- Type 062-I – ~17 stuks; 170 ton.

#### Bevoorradingsschepen
- Type 908 – één stuk; 37.000 ton.
- Type 903 – vier stuks; 23.000 ton
- Type 905 – twee stuks; 21.750 ton.